# Машакене
Клубе ді Деспортуш ду Машакене або просто Машакене (порт. Clube de Desportos do Maxaquene) — професіональний мозамбіцький футбольний клуб з міста Мапуту.

## Історія клубу
Клуб бере початок від гуртка студентів «Гімназисти 5 жовтня» (Liceu 5 de Outubro), які в 1915 році створили футбольну команду і називали його на честь Лісабонського клубу — «Спортінгом». Через п'ять років цей клуб було офіційно зареєстровано. У статуті Клубу 20 травня 1920 року визначається датою заснування; на бланку СК «Лоуренсу Маркіш» в 1950 році, було також вказано 1 травня 1920 року. Клуб входить до списку закордонних лісабонського «Спортінгу» під шостим номером і має назву «6 Філіал ду С. К. П.». Клубним гербом був спортивний лев, кольори клубу — зелений і білий, а також горизонтальні смуги трикотажного типу.
«Спортінг» залишився в ході своєї історії, одним з тих клубів, хто направляв португальську метрополію для управління колонією. В основному, тренерів та гравців набирали з поліції та SMAE, Serviço Municipalizado de Água e Electricidade, державного сектору муніципальних вод та електропослуг. Афро-африканерам необхідний був надзвичайний талант, який був у Еусебіу, або хтось, хто підтримував їх включення.
В 1922 році клуб став першим чемпіоном міста Лоренсу-Маркіш. До 1961 року клуб здобув ще вісім чемпіонств. «Машакене» є першим та єдиним чемпіоном об'єднаної провінції Мозамбік та столиці Лоренсу-Маркіш в 1960 році.
Після отримання незалежності Мозамбіку, клуб з 1976 року перейменований в «Спортінг Клубе ді Мапуту». Тільки два роки по тому він був перейменований в «Клубе ді Деспортеш ду Машакене», бо клуб знаходиться в тому ж місці, недалеко від центру міста Мапуту. Крім того, були змінені кольори клубу на синій, білий та червоний.
Найбільш успішним періодом в їх історії були 1980-ті роки, коли в 1984—1986 роках клуб виграв три чемпіонати поспіль. Останнього разу «Машакене» був переможцем чемпіонату Мозамбіку в 2012 році.
Найбільший міжнародний успіх до команди прийшов у 1995 році, коли клуб дійшов до півфіналу Кубку володарів кубків КАФ.

## Стадіон

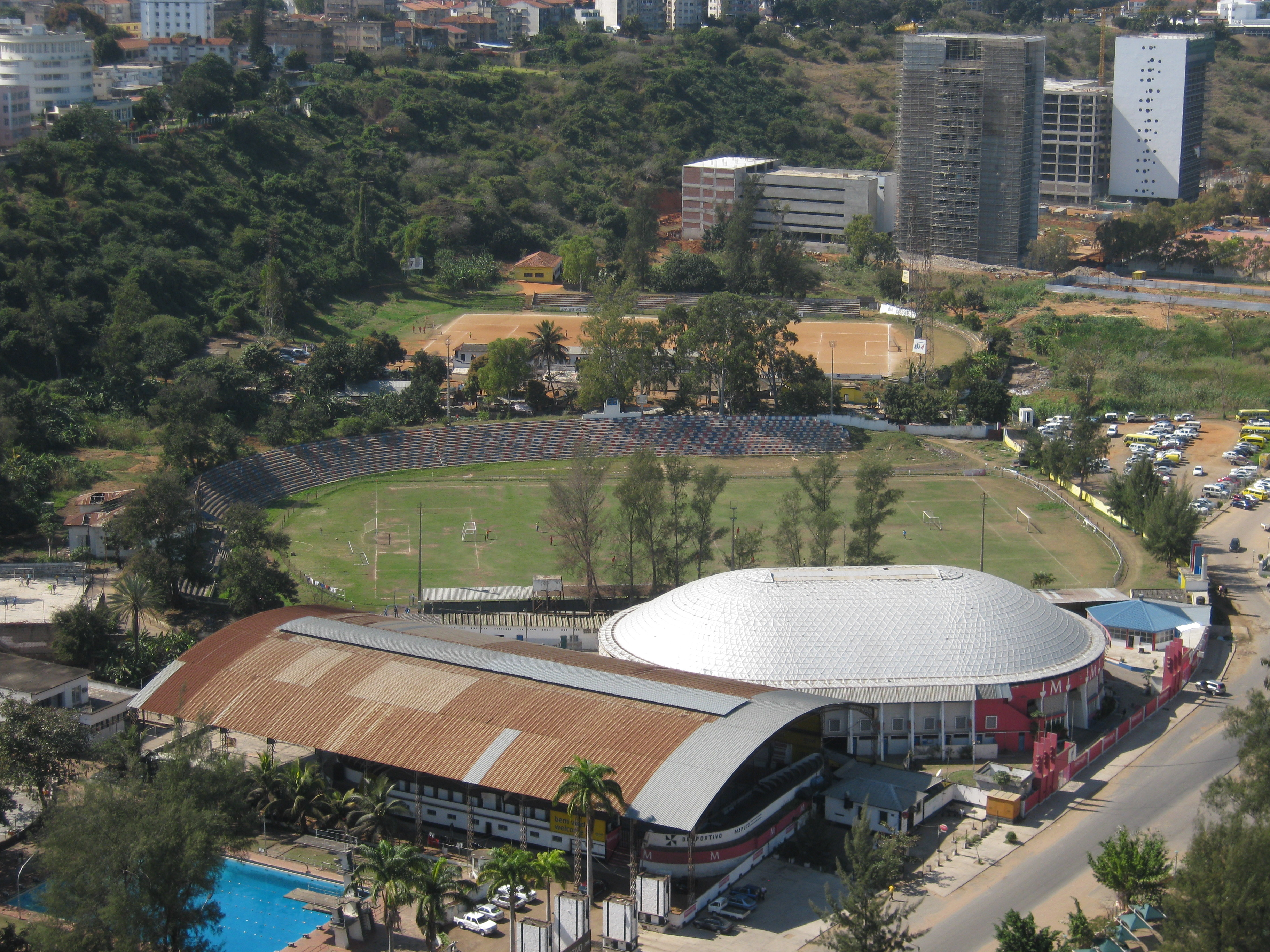
Стадіон клубу

Клуб грає свої домашні матчі на стадіоні «Ештадіу ду Максагвін», який вміщує 15 000 глядачів.

## Досягнення
- Чемпіонат міста Лоуренсу Маркіш:
  -  Чемпіон (9): 1922, 1930, 1933, 1938, 1940, 1943, 1948, 1953, 1960

- Чемпіонат провінції Мозамбік (колоніальний період):
  -  Чемпіон (2): 1960, 1962

- Чемпіонат Мозамбіку:
  -  Чемпіон (5): 1984, 1985, 1986, 2003, 2012
  -  Срібний призер (6): 1979, 1987, 1994, 2002, 2010, 2011
  -  Бронзовий призер (2): 1997, 2000/01

- Кубок Мозамбіку:
  -  Володар (9): 1978, 1982, 1986, 1987, 1994, 1996, 1998, 2001, 2010;
  -  Фіналіст (3): 1990, 1991, 1995.

- Суперкубок Мозамбіку:
  -  Володар (2): 2004, 2011;
  -  Фіналіст (3): 1997, 2002, 2013.

## Статистика виступів

### В національних чемпіонатах
| 2000 | 2001 | 2002 | 2003 | 2004 | 2005 | 2006 | 2007 | 2008 | 2009 | 2010 | 2011 | 2012 | 2013 | 2014 | 2015 | 2016 | 2017 | 2018 | 2019 |
| 4    | 3    | 2    | 1    | 5    | 4    | 9    | 4    | 10   | 5    | 2    | 2    | 1    |      |      |      |      |      |      |      |

### Участь в міжнародних турнірах
| Сезон | Турнір                     | Раунд       | Клуб                | Вдома | На виїзді | Загальний      |
| ----- | -------------------------- | ----------- | ------------------- | ----- | --------- | -------------- |
| 1979  | Кубок володарів кубків КАФ | 1           | ФК «Сотема»         | 0-3   | 0-1       | 0-4            |
| 1983  | Кубок володарів кубків КАФ | 1           | ФК «Грін Баффалоз»  | 1-1   | 1-5       | 2-6            |
| 1987  | Ліга чемпіонів КАФ         | Попередній  | Петру Атлетіку      | 0-1   | 1-3       | 1-4            |
| 1988  | Кубок володарів кубків КАФ | Попередній  | Матлама             | 4-0   | 1-2       | 5-2            |
| 1988  | Кубок володарів кубків КАФ | 1           | ФК «Пауер Дайнамоз» | 1-3   | 0-1       | 1-4            |
| 1991  | Кубок володарів кубків КАФ | 1           | Дайнамоз            | 0-2   | 1-5       | 1-7            |
| 1995  | Кубок володарів кубків КАФ | 2           | СК «Аль-Меррейх»    | 2-1   | 1-1       | 3-2            |
| 1995  | Кубок володарів кубків КАФ | Чвертьфінал | ФК «Ла-Марса»       | т.п.1 | т.п.1     | т.п.1          |
| 1995  | Кубок володарів кубків КАФ | Півфінал    | Брідж Бойз          | 0-0   | 0-1       | 0-1            |
| 1997  | Кубок володарів кубків КАФ | 1           | Ред Стар            | т.п.2 | т.п.2     | т.п.2          |
| 1998  | Кубок Конфедерації КАФ     | 1           | ДСА Антананаріву    | 1-1   | 0-1       | 1-2            |
| 1999  | Кубок володарів кубків КАФ | 1           | АС Марсуонс         | 2-1   | 1-2       | 3-3 (6-5 пен.) |
| 1999  | Кубок володарів кубків КАФ | 2           | Орландо Пайретс     | 4-4   | 1-3       | 5-7            |
| 2002  | Кубок володарів кубків КАФ | 1           | ФК «Сантос»         | 3-1   | 0-2       | 3-3 (в)        |
| 2003  | Кубок Конфедерації КАФ     | 1           | ФК «Блек Рхінос»    | 1-1   | 0-0       | 1-1 (в)        |
| 2004  | Ліга чемпіонів КАФ         | Попередній  | ФК «Амазулу»        | 3-4   | 1-3       | 4-7            |
| 2011  | Ліга чемпіонів КАФ         | Попередній  | АДЕМА               | 1-1   | 0-0       | 1-1 (в)        |
| 2013  | Ліга чемпіонів КАФ         | Попередній  | Мочуді Сентр Чіфс   | 0-1   | 0-1       | 0-2            |

1- ФК «Ла-Марса» покинув турнір.

2- «Машакене» покинув турнір.

## Відомі гравці
| - Еусебіу (1957–60) - Іларіу да Консейсау (19??–58) - Маріу Колуна - Бвірабучиза Шамаву - Годфрі Маканде (2008—2009) - Ліберті Ндандзуніра (2008—2010) - Майкл Нхамукаса (2008) - Едуарду Томаш Луїш Зуміссе - Еуженіу Фернанду Біла - Аїла Фануел Массінгве | - Самуел Кампайра Чапанга - Франсішку Кверіол Конде Жуніур (Чіквінью Конде) - Елдер Пелембе - Жозимар Тіагу Машайссе - Елдер Косса - Сальвадор Макамо - Нуру Туалібудані Аміну - Франсішку Массінга - Даніел Алміру Лобу - Токело Рантьє |

## Відомі тренери
- Арналду Сальваду (20??)
- Луїш Феліпе Віейра Карвалью (Літуш) (2012)
- Зоран Песич